# Klubi Futbollit Tirana 2011-2012
Questa voce raccoglie le informazioni riguardanti il Klubi Futbollit Tirana nelle competizioni ufficiali della stagione 2011-2012.

## Rosa
| N. |                           | Ruolo | Calciatore            |
| -- | ------------------------- | ----- | --------------------- |
| 1  | Albania (bandiera)        | P     | Ilion Lika (capitano) |
| 2  | Albania (bandiera)        | D     | Elvis Sina            |
| 3  | Italia (bandiera)         | D     | Francesco Pigoni      |
| 4  | Albania (bandiera)        | D     | Gentjan Muça          |
| 5  | Albania (bandiera)        | D     | Arjan Pisha           |
| 6  | Albania (bandiera)        | D     | Erion Dushku          |
| 7  | Albania (bandiera)        | C     | Fatmir Hysenbelliu    |
| 8  | Albania (bandiera)        | C     | Mensur Limani         |
| 9  | Albania (bandiera)        | A     | Arbër Abilaliaj       |
| 10 | Albania (bandiera)        | C     | Klodian Duro          |
| 11 | Albania (bandiera)        | D     | Nertil Ferraj         |
| 12 | Albania (bandiera)        | P     | Marsel Çaka           |
| 13 | Albania (bandiera)        | C     | Erando Karabeçi       |
| 14 | Rep. del Congo (bandiera) | A     | Herby Fortunat        |
| 16 | Albania (bandiera)        | D     | Entonjo Pashaj        |
| 17 | Albania (bandiera)        | C     | Gilman Lika           |
| 18 | Albania (bandiera)        | D     | Eugen Shima           |
| 19 | Albania (bandiera)        | D     | Erion Hoxhallari      |
| 20 | Albania (bandiera)        | A     | Mirel Çota            |

| N. |                    | Ruolo | Calciatore      |
| -- | ------------------ | ----- | --------------- |
| 21 | Albania (bandiera) | A     | Eleandro Pema   |
| 22 | Albania (bandiera) | C     | Darjo Xhuti     |
| 23 | Albania (bandiera) | D     | Julian Ahmataj  |
| 24 | Albania (bandiera) | A     | Hanc Llagami    |
| 25 | Albania (bandiera) | D     | Ardit Peposhi   |
| 26 | Albania (bandiera) | C     | Afrim Taku      |
| 27 | Albania (bandiera) | A     | Mario Morina    |
| 28 | Albania (bandiera) | C     | Elton Muçollari |
| 31 | Albania (bandiera) | P     | Klajdi Kuka     |
| 33 | Albania (bandiera) | P     | Xhino Sejdo     |
| 43 | Albania (bandiera) | C     | Mateos Çake     |
| 71 | Albania (bandiera) | P     | Princ Çali      |
| -  | Albania (bandiera) | P     | Enkel Dauti     |
| -  | Albania (bandiera) | D     | Reinaldo Kalari |
| -  | Albania (bandiera) | C     | Dorian Kërçiku  |
| -  | Albania (bandiera) | C     | Arvist Gjata    |
| -  | Bahrein (bandiera) | C     | Mahmood Al-Ajmi |
| -  | Kenya (bandiera)   | C     | James Situma    |
| -  | Bahamas (bandiera) | A     | Cameron Hepple  |